# Stadtkirche (Waltershausen)

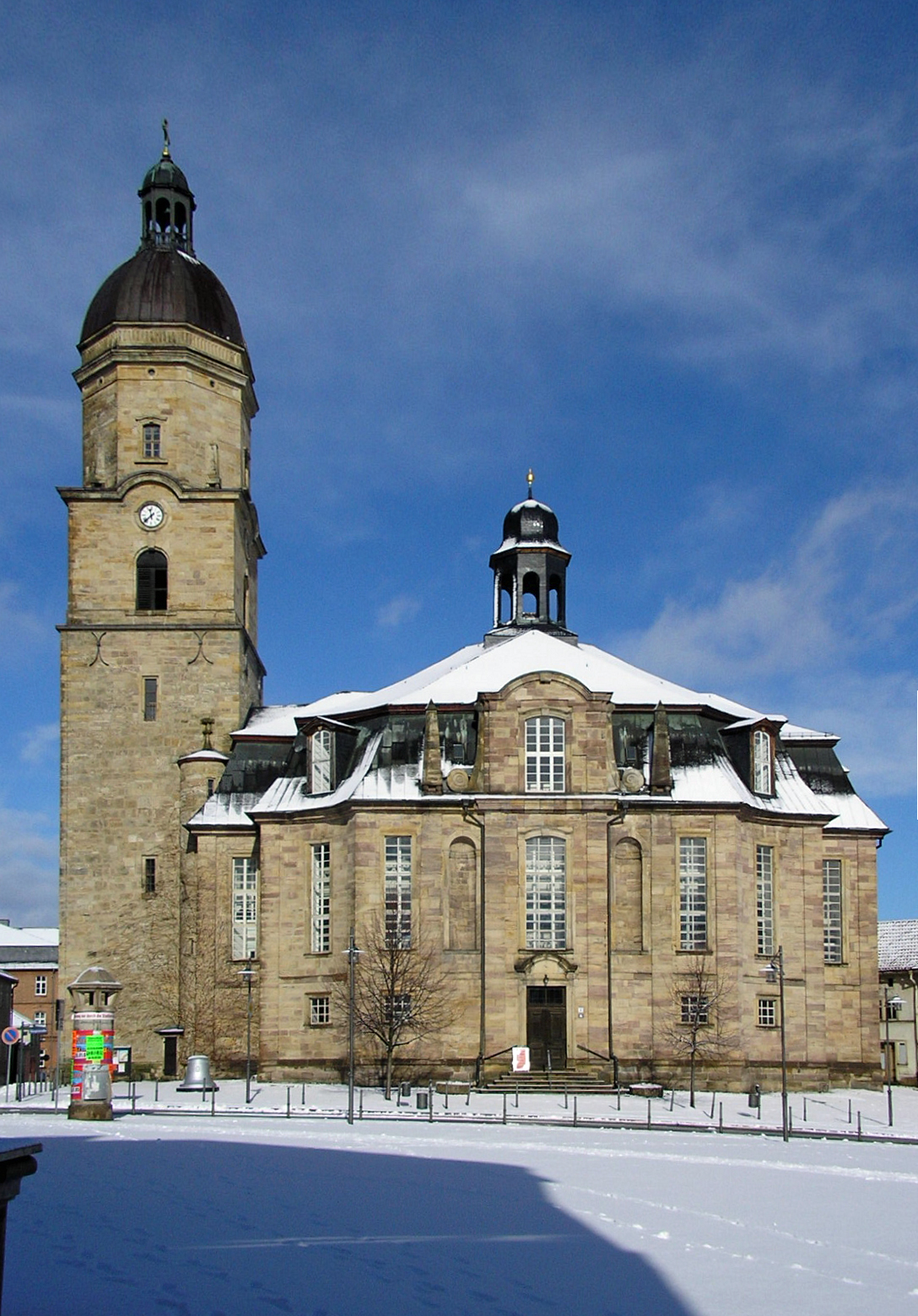
Die Stadtkirche „Zur Gotteshilfe“ vom Markt aus gesehen

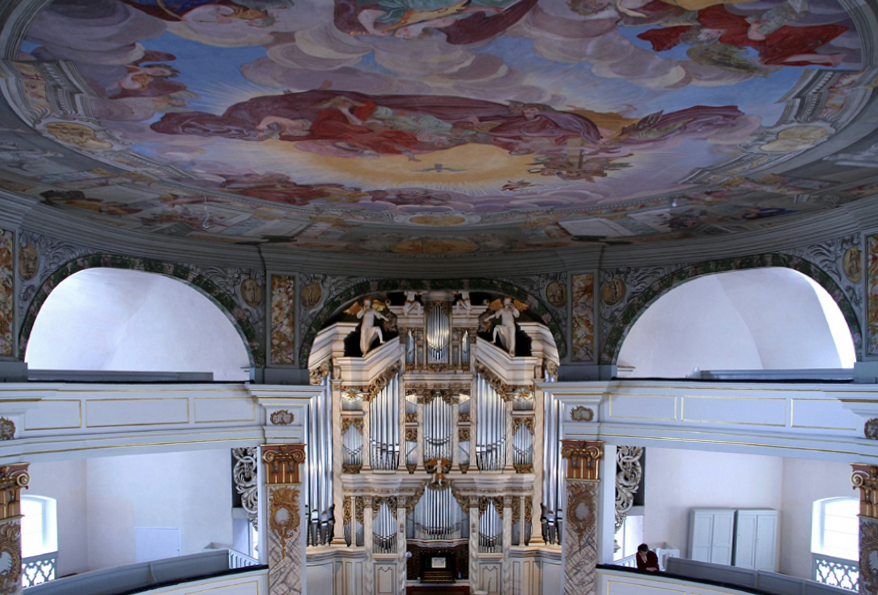
Orgel und Deckenfresko

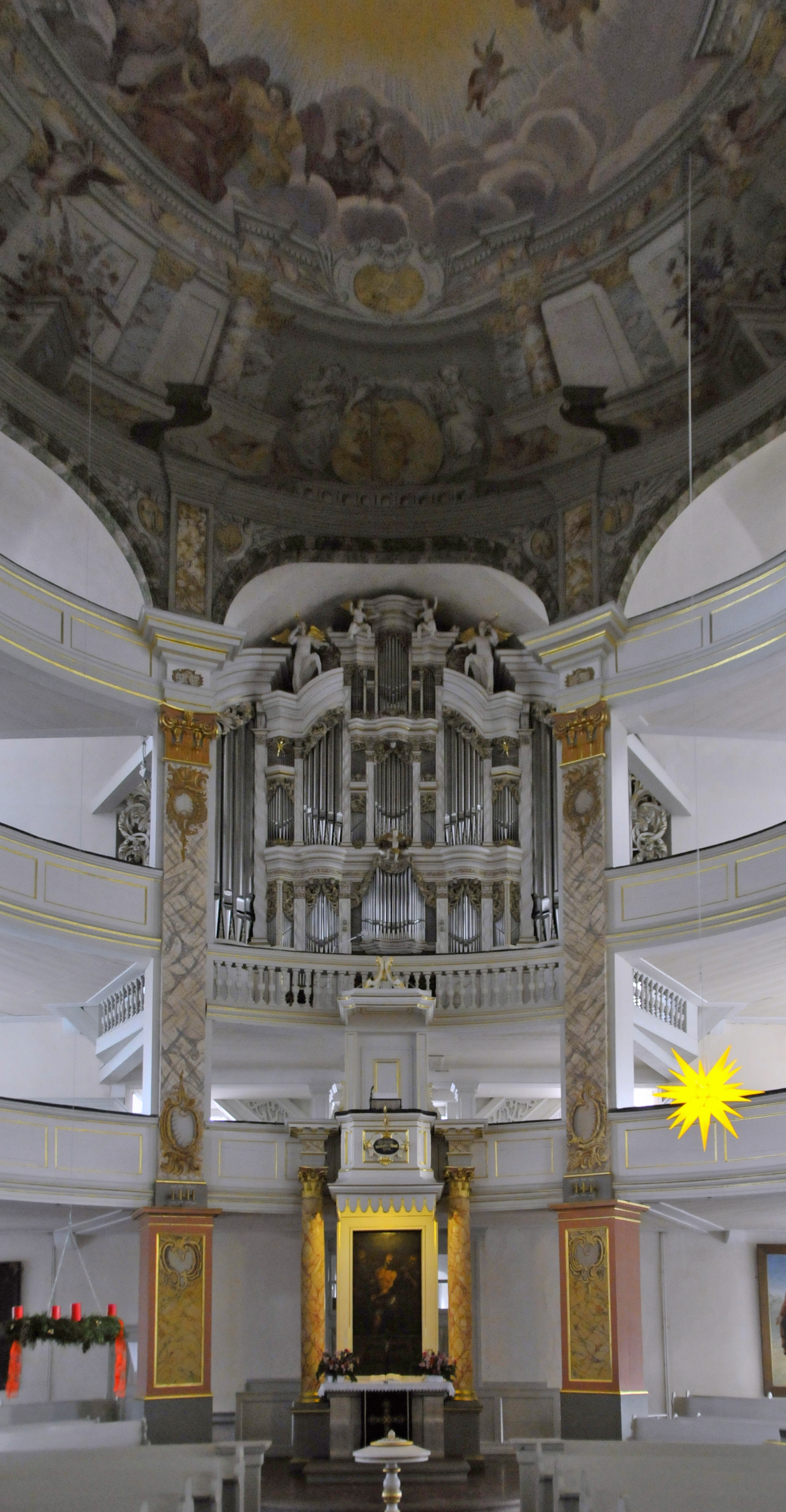
Kircheninneres

Die Stadtkirche „Zur Gotteshilfe“ in Waltershausen ist eine evangelische Kirche. Sie beherbergt die größte Barockorgel Thüringens. Die Kirche ist die Pfarrkirche von Waltershausen und eine der rund 20 Kirchen, die nach den Zerstörungen im Dreißigjährigen Krieg unter Herzog Friedrich II. neu errichtet wurden.

## Geschichte
Im Mittelalter stand hier die 1326 erstmals urkundlich erwähnte Liebfrauenkirche, eine spätgotische Hallenkirche. Im Jahre 1458 wurde der Turm erbaut. Aus dieser Zeit ist noch die untere Hälfte des heutigen Turms erhalten. Während des Dreißigjährigen Krieges wurde das protestantische Waltershausen mehrfach eingenommen und die Kirche entweiht und als Pferdestall genutzt. Das Inventar wurde beschädigt oder geraubt. Erst unter Herzog Ernst dem Frommen wurde die Kirche 1667 wieder hergerichtet und neu geweiht. Das Gebäude entsprach aber nicht mehr den Bedürfnissen der Gothaer Hofgesellschaft, auch das Platzangebot der naheliegenden Schlosskapelle auf Schloss Tenneberg reichte nicht aus.
Erste Entwürfe für das Projekt einer Neuen Kirche wurden 1716 vom Gothaer Oberbaudirektor Wolf Christoph Zorn von Plobsheim und 1719 vom Hofbaumeister Johann Andreas Tütleb vorgelegt, beide wurden jedoch vom Waltershäuser Stadtrat wegen der finanziellen Situation der Stadt zurückgewiesen. Mit einem überarbeiteten Entwurf gelang es 1719 von Plobsheim, sowohl den Stadtrat als auch den Herzog zu überzeugen. Am 9. Oktober 1719 erfolgte die Grundsteinlegung durch den Tenneberger Amtmann Georg Christoph Röhn. Am 8. November 1719 legte der Herzog höchstpersönlich den Eckstein. Am 19. Dezember 1720 wurde der Richtstrauß auf die Laterne des Kirchturms gesetzt. Da die Laterne nicht gefiel, wurde sie 1722 durch die heutige glockenförmige ersetzt. Im Beisein des Hofstaates, der Hofgeistlichkeit und der Kleriker der Diözese Waltershausen erfolgte am 24. November 1723 die feierliche Einweihung.  Lediglich der Turm blieb vom alten Bauwerk erhalten. Von Plobsheim konnte dieses Ereignis nicht mehr erleben, er war 1721 verstorben. Sein Werk hatten sein Stellvertreter und die Bauaufsicht Führender, Johann Erhard Straßburger (1675–1754), und der Oberbaudirektor Wurm fortgesetzt und vollendet. Grundsteinlegung und Einweihung wurden durch Gedenkmünzen und Medaillen dokumentiert.
Nach einigen Bränden, die auch den oberen Teil des Kirchturms beschädigten, wurde dieser zuletzt 1865 durch Baumeister Beauregard nach dem barocken Vorbild von Plobsheims saniert und bekam seine heutige Gestalt.
Zwischen 1992 und 1996 wurden im Inneren der Kirche letztmals Restaurierungsarbeiten durchgeführt, von 1995 bis Mai 1998 wurde auch die Orgel durch die Orgelbaugesellschaft Waltershausen restauriert. 2009 erfolgte die Erneuerung des Außenputzes an der Nordseite.

## Bauliches
Das Kirchenschiff wurde aus heimischem grau-rotem Sandstein errichtet. Dem Gebäude liegt die Gestaltungsidee zu Grunde, die Kirchengemeinde zusammenzufassen, sie gleichrangig am Geschehen des Gottesdienstes teilnehmen zu lassen. Hierzu passt als architektonische Umsetzung am treffendsten ein Bauwerk in Form einer Rotunde, der Architekt realisierte jedoch einen mehr elliptisch ausgebildeten Grundriss des Innenraumes und gab dem umhüllenden Gebäude die Form eines kurzflügeligen Griechischen Kreuzes, die Achsenmaße des Raumes betragen hierbei 22,5 m. Der Hauptzugang erfolgt von Westen durch den Turm. Im Durchgang stehen einige sehr gut erhaltene Reliefgrabplatten an den Wänden. Auf acht Holzpfeiler gestützt wurden drei Emporen errichtet, diese werden über die auf der Ost- und Westseite liegenden Treppenaufgänge erreicht, der Innenraum bietet somit etwa 1200 Menschen Platz.

## Glocken

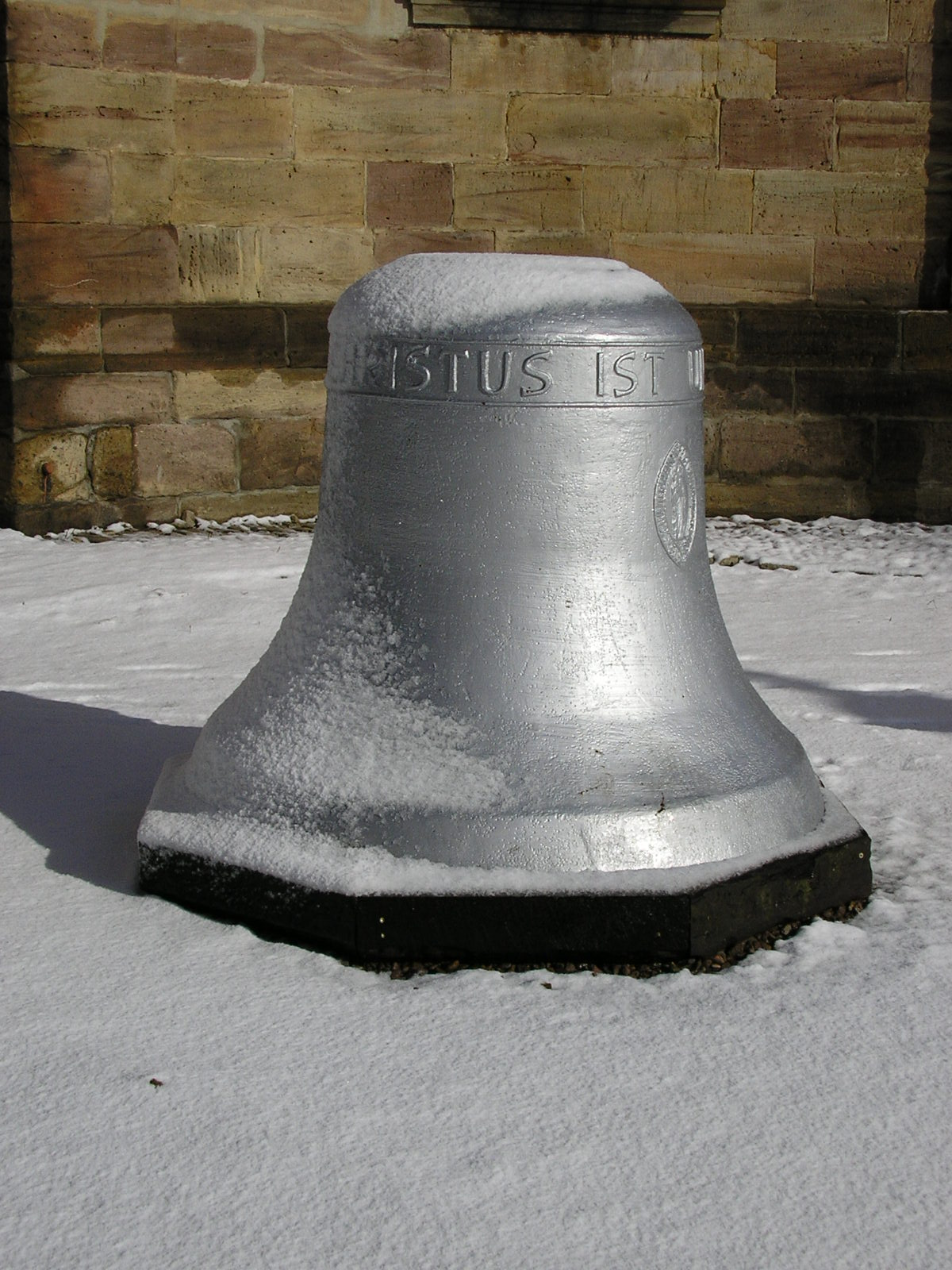
Die alte Glocke vor der Kirche

Im Turm hängt ein dreistimmiges Glockengeläut. Die mittlere Glocke musste wegen eines Gussfehlers, der sie unbrauchbar machte, 2004 ersetzt werden. Sie steht nun vor der Kirche.
| Glocke | Gießer                                | Gussjahr | Durchmesser | Schlagton |
| ------ | ------------------------------------- | -------- | ----------- | --------- |
| 1      | ?                                     | 1951     | 1746 mm     | cis′      |
| 2      | Glockengießerei Rudolf Perner, Passau | 2004     | 1169 mm     | e′        |
| 3      | Schilling, Apolda                     | 1925     | 1026 mm     | fis′      |

## Orgel
Die Trost-Orgel, die größte Orgel in Thüringen aus der Bach-Zeit, befindet sich auf der Ostseite, oberhalb Altar und Kanzel und mit diesen auf einer Achse liegend (auf der gegenüberliegenden Westseite der Kirche, in gleicher Höhe mit der Kanzel, wurde auf der unteren Empore die Herrschaftsloge des Herzogs mit dem sächsisch-gothaische Wappen eingefügt).

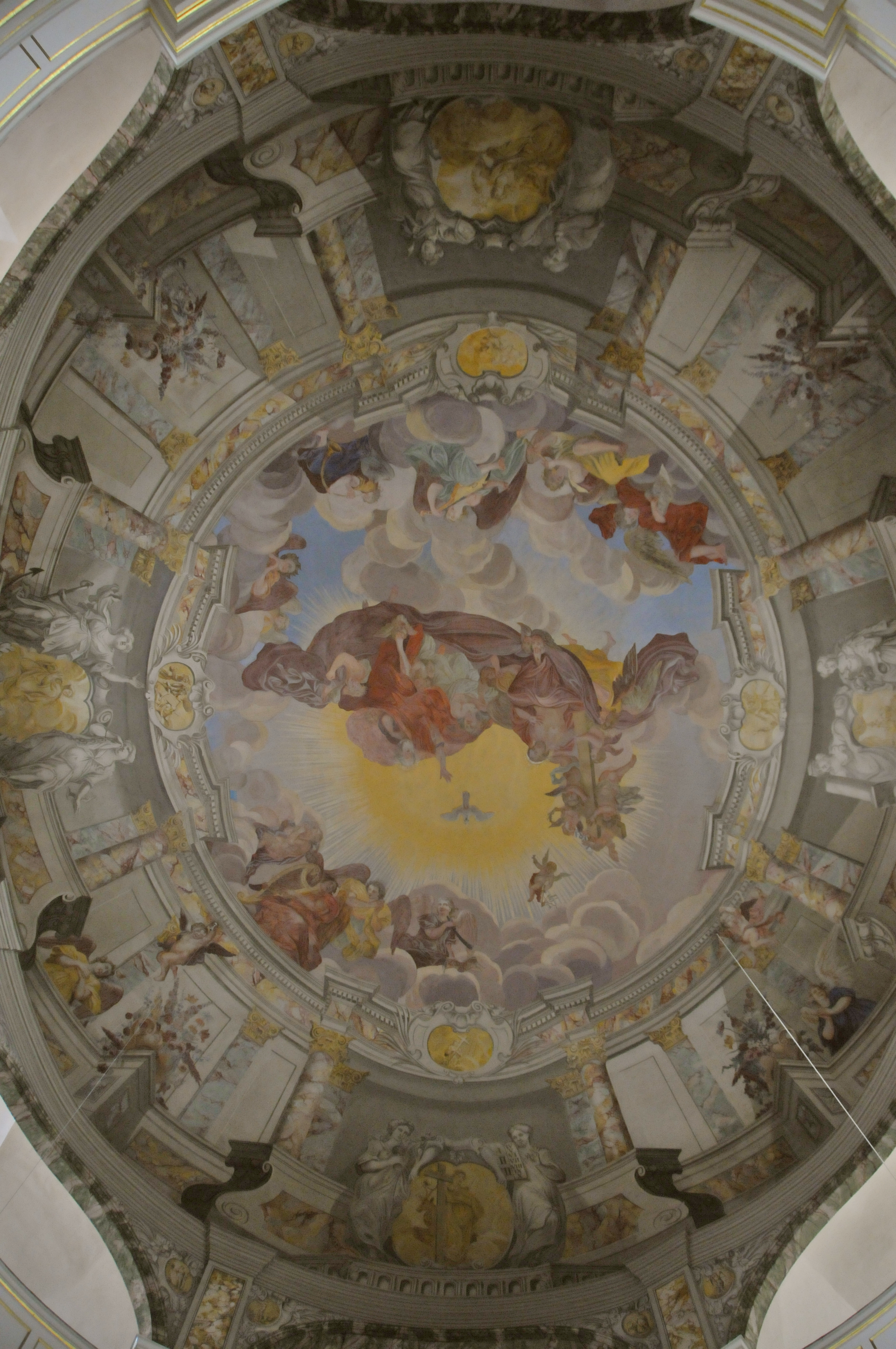
Deckengemälde

## Ausmalung
Das Innere der Kirche wurde im barock-höfischen Geist äußerst prachtvoll und reichhaltig ausgeschmückt. Das 1723 von Johann Heinrich Ritter (1685/90-1751) geschaffene Deckenfresko Heilige Dreifaltigkeit vollendet den Raumeindruck, indem sich die vorhandenen Architekturteile in eine Scheinkuppel verlängern. In die meisterhaft umgesetzte illusionistische Architekturmalerei eingefügt wurden acht allegorische weibliche Figuren, sie stellen Liebe und Klugheit, Hoffnung und Geduld, Mäßigung und Standhaftigkeit sowie Treue und Glauben dar. Eine Gruppe von Engelsgestalten füllt zuoberst den Raum und deutet auf die im Zentrum auf Wolken gebettete Heilige Dreifaltigkeit. Die Frauenfiguren halten Kartuschen mit den Seligpreisungen der Bergpredigt (Matth. 5-7).

## Bedeutung
Die Kirche ist ein barocker Zentralbau und gilt in Grundrissausbildung und Bauausführung als Vorläufer der von George Bähr 1726 bis 1743 errichteten Dresdner Frauenkirche. Sie erfüllte eine Doppelfunktion als Stadt- und Residenzkirche neben der St.-Georgs-Kapelle im Tenneberger Schloss. Sie gilt heute als bedeutendster protestantischer Zentralbau in Thüringen. Durch den Grundriss und die Bauweise ist gewährleistet, dass die äußersten Plätze vom Zentrum der evangelischen Predigtkirche, der Kanzel, gleich weit entfernt sind und dass der Geistliche während des Gottesdienstes der Gemeinde zugewandt ist.
Von 1945 bis 1960 wurde in der Kirche auch katholischer Gottesdienst gefeiert, dieser Tradition folgend finden hier zuweilen ökumenische Andachten und Konzerte statt. Auch in Waltershausen war die Stadtkirche im Herbst 1989 Zentrum der sich formierenden Bürgerbewegung.
In der Kirche finden Konzerte statt, etwa im Rahmen des Thüringer Orgelsommers und der Thüringer Bachwochen, weiterhin gibt es die Waltershäuser Kirchennacht.